# Snuf en het spookslot
Snuf en het spookslot is een Nederlandse familiefilm over de Duitse herder Snuf, geregisseerd door Steven de Jong en Erwin van den Eshof. Het verhaal is gebaseerd op het gelijknamige boek van Piet Prins (pseudoniem van Piet Jongeling), uit 1953. Veel van de opnamen vonden plaats in Santpoort, onder meer bij de Ruïne van Brederode. De film kwam eind 2010 uit en verscheen diverse malen in afleveringen op televisie. Van de DVD’s zijn inmiddels meer dan 200.000 exemplaren verkocht, wat goed is voor "Dubbel Platina".

## Verhaal
Tom (Ydwer Bosma) gaat samen met Mirjam (Joosje Duk) en Snuf een week logeren bij hun oom Hans (Howard van Dodemont) en hun neef Jaap (Pim Wessels). Vlak bij het huis van Oom Hans is een spookkasteel. Hier blijkt ook een legende aan vast te zitten, de legende van Zwarte Bertram, ook wel de vloek van de jaloezie genoemd. In het kasteel heeft zich een bende smokkelaars gevestigd. Rechercheur Barninkhof (Michiel de Jong) is op zoek naar deze bende, die voortdurend toeslaat. Als Tom iemand in het spookslot ziet, lijkt niemand hem te geloven. Om het te bewijzen besluit Tom alleen op onderzoek uit te gaan, samen met Snuf. Hierdoor komt Tom in aanraking met de gevaarlijke bende smokkelaars in het spookslot.

## Acteurs
- Ydwer Bosma = Tom
- Joosje Duk = Mirjam
- Pim Wessels = Jaap
- Bart de Vries = (Zwarte) Bertram
- Michiel de Jong = Rechercheur Barninkhof
- Kenan Raven = Wasil
- Dieter Jansen = Hoofdinspecteur
- Gaby Blaaser = Ada
- Steven de Jong = Tjerk
- Rense Westra = Bauke
- Dominique van Vliet = Jeltje
- Howard van Dodemont = Oom Hans
- Julia van de Graaff = Tante Engeltje
- Maarten Hennis  = Agent Jan
- Wim Serlie = boer
- Jessica Bank = Liese

## Hoofdrollen
De hoofdrollen in deze film worden gespeeld door Ydwer Bosma en Joosje Duk. Eerder werden Tom en Mirjam gespeeld door Tom van Kalmthout en Vivian van Huiden. Deze acteurs waren te oud geworden en werden vervangen in deze film.